# Андраде, Андрес
Андре́с Фили́пе Андра́де То́ррес (исп. Andrés Felipe Andrade Torres; род. 23 февраля 1989 года, Кали, Колумбия) — колумбийский футболист, полузащитник клуба «Атлетико Насьональ».

## Биография
Андраде — воспитанник клуба «Америка» из своего родного города. 15 августа 2009 года в матче против «Реал Картахена» он дебютировал в Кубке Мустанга. 27 сентября в поединке против «Индепендьенте Медельин» Андрес забил свой первый гол за команду из Кали. В начале 2011 года Андраде перешёл в «Атлетико Уила». 19 февраля в матче против «Депортес Толима» он дебютировал за новую команду. 29 августа в поединке против «Мильонариос» Андрес забил свой первый гол за «Уилу».
В начале 2012 года Андраде стал футболистом «Депортес Толима». 5 февраля в матче против «Санта-Фе» он дебютировал за новую команду. 15 апреля в поединке против «Мильонариос» Андрес забил свой первый гол за «Толиму».
Летом 2013 года Андраде перешёл в мексиканскую «Америку». 11 августа в матче против «Атланте» он дебютировал в мексиканской Примере. В этом же поединке он забил свой первый гол за столичный клуб. Летом 2014 года Андраде на правах аренды перешёл в «Чьяпас». 21 июля в матче против «Гвадалахары» он дебютировал за «ягуаров». 28 февраля в поединке против «Монаркас Морелия» Андрес забил свой первый гол за «Чьяпас». После окончания аренды он вернулся в «Америку». В 2016 году Андраде стал победителем Лиги чемпионов КОНКАКАФ.
В середине 2016 года Андраде перешёл в «Леон». 17 июля в матче против «Пачуки» он дебютировал за новую команду. В поединке против «Атласа» Андрес забил свой первый гол за «Леон».

## Достижения
- Обладатель Кубка Колумбии (1): 2021
- Обладатель Кубка чемпионов КОНКАКАФ (1): 2015/16